# Arceuthobium abietinum
Arceuthobium abietinum es una especie de planta parásita perteneciente a la familia de las santaláceas. Es nativa de Norteamérica desde Washington a Nuevo México y norte de México, donde vive en los bosques de coníferas como una planta parásita sobre varias especies de abetos, en particular sobre, Abies concolor, Abies grandis, y Abies magnifica. 

## Descripción
Es un pequeño arbusto con una visible red de tallos con escamas amarillentas que se extienden por encima de la corteza de su árbol anfitrión. La mayoría de los muérdagos se encuentra dentro del árbol huésped,  a través de haustorios, que proporcionan del árbol el agua y los nutrientes. Las hojas del muérdago son reducidas a escamas que sobresalen en su superficie. Es dioica, con plantas masculinas y femeninas que producen flores, respectivamente. El fruto es una baya pegajosa unos pocos milímetros de largo, que explota para dispersar las semillas que contiene a varios metros de distancia de la planta madre y su árbol anfitrión.

## Taxonomía
Arceuthobium abietinum fue descrita por (Engelm.) Hawksw. & Wiens y publicado en Brittonia 22(3): 268, en el año 1970.
Sinonimia
- Arceuthobium campylopodum f. abietinum (Engelm.) L.S.Gill
- Arceuthobium douglasii var. abietinum Engelm. basónimo
- Razoumofskya douglasii var. abietinum (Engelm.) Greene
- Razoumofskya occidentalis var. abietinum (Engelm.) Howell[2]